# Джон Берн (веслувальник)
Джон Берн (англ. John Burn, 25 червня 1884 — 28 серпня 1958) — британський академічний веслувальник.
Бронзовий призер Олімпійських Ігор 1908 року в складі вісімки.